# Michel Bouvard

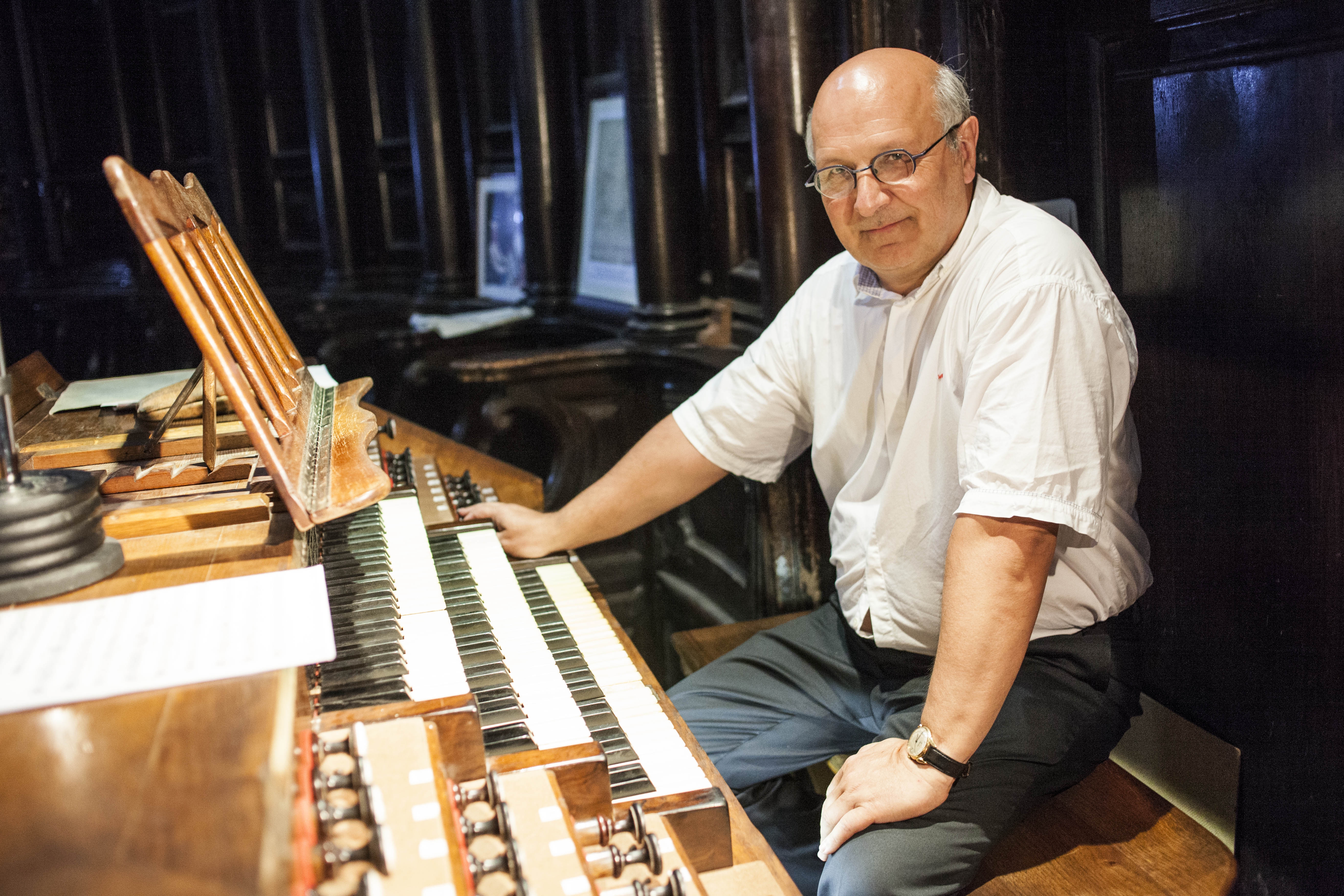
Michel Bouvard

Michel Bouvard (Lyon, 1958) is een Frans organist.

## Levensloop
Bouvard kreeg zijn liefde voor de muziek mee van zijn grootvader Jean Bouvard, organist en componist. Hij studeerde orgel bij Suzanne Chaisemartin en André Isoir aan het Conservatorium van Parijs. Hij vervolledigde zijn vorming bij de organisten van Saint-Séverin: Michel Chapuis, Francis Chapelet en Jean Boyer. Hij werd zelf titularis van dit orgel en bleef het gedurende tien jaar.
In 1983 behaalde hij de Eerste prijs in het internationaal concours in Toulouse. In 1985 werd hij docent aan het regionaal Conservatorium van Toulouse, in opvolging van Xavier Darasse. Hij werd wat later ook orgelleraar in de hogere muziekschool van deze stad. In 1994 werd hij directeur van het nieuwe departement orgel en klavierinstrumenten in het Conservatoire National van Toulouse. In 1995 werd hij docent orgel en interpretatie aan het Conservatoire National Supérieur de Musique de Paris, samen met Olivier Latry.
Sinds 1996 is hij titularis van het Cavaillé-Coll-orgel in de Basilique Saint-Sernin de Toulouse en sedert 2010 is hij co-titularis van het orgel in de kapel van het Kasteel van Versailles. 
Hij is ook artistiek directeur van het Festival 'Toulouse les Orgues' en van het internationaal orgelconcours dat ermee gepaard gaat. Hij was jurylid in 2000 en 2006 voor het internationaal concours in Brugge, in het kader van het Festival Musica Antiqua.

## Discografie
- François Couperin: Messe des Couvents avec plain-chant baroque alterné (Sony classical) - Orgue de Cintegabelle
- François Couperin : Messe des Paroisses avec plain-chant baroque alterné (Sony classical) - Orgue de St Maximin
- Jean-Sébastien Bach : Clavierübung III (Sony classical) - Orgue Grenzing du CNSM de Lyon
- Auteurs français des XVIe et XVIIe siècles: Oeuvres d'Eustache du Caurroy, Charles Racquet, Louis Couperin (Chamade) - orgue du Mesnil-Amelot
- Louis Vierne: Messe solennelle pour 2 orgues et chœur et Pièces de fantaisie; Charles-Marie Widor: Symphonie Romane (écrite spécialement pour la Basilique du St-Sernin), (Tempéraments) - Chœur des Elements - Orgues de St Sernin à Toulouse
- Maurice Duruflé: Requiem (Hortus) - Chœur des Elements - Orgue de Notre-Dame du Taur à Toulouse
- Alexandre Pierre François Boëly: 14 préludes sur des cantiques de Denizot; Jean-Sébastien Bach: extraits de l’Orgelbüchlein; Jean Bouvard: 3 Noels variés (AOM) - Orgue de St Jacques de Muret
- « L’orgue Cavaillé-Coll de Saint-Sernin de Toulouse»: Œuvres de Charles–Marie Widor, Franz Liszt, César Franck, Louis Vierne (Editions Solstice)